# Hudson Bend
Hudson Bend es un lugar designado por el censo ubicado en el condado de Travis en el estado estadounidense de Texas. En el Censo de 2010 tenía una población de 2.981 habitantes y una densidad poblacional de 172,61 personas por km².

## Geografía
Hudson Bend se encuentra ubicado en las coordenadas 30°24′52″N 97°55′37″O / 30.41444, -97.92694. Según la Oficina del Censo de los Estados Unidos, Hudson Bend tiene una superficie total de 17.27 km², de la cual 10.32 km² corresponden a tierra firme y (40.22%) 6.95 km² es agua.

## Demografía
Según el censo de 2010, había 2.981 personas residiendo en Hudson Bend. La densidad de población era de 172,61 hab./km². De los 2.981 habitantes, Hudson Bend estaba compuesto por el 87.35% blancos, el 0.7% eran afroamericanos, el 0.44% eran amerindios, el 2.95% eran asiáticos, el 0.17% eran isleños del Pacífico, el 5.84% eran de otras razas y el 2.55% pertenecían a dos o más razas. Del total de la población el 13.65% eran hispanos o latinos de cualquier raza.